# Ramonda myconi
Ramonda myconi es una especie herbácea y perenne perteneciente a la familia de las gesneriáceas.

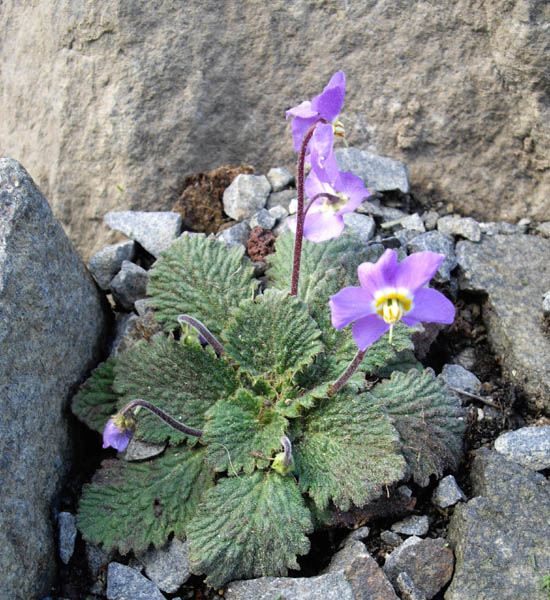
Vista de la planta

## Distribución y hábitat
Es endémica de las sierras calizas del Pirineo y Prepirineo (como la Sierra de Guara) y las montañas de la mitad N de Cataluña  (España, Francia y Andorra). 
En estas zonas crece entre 600 y 2.000 m de altitud, sobre superficies rocosas, verticales o casi verticales, en las fisuras y en pequeños rellanos, cubiertos de musgo, y de preferencia en las zonas en las que no alcanza la luz solar directa o lo hace durante un tiempo corto.  
Se trata de una distribución relicta de la Era Terciaria.

## Descripción
Es una planta herbácea perenne. Las hojas, dispuestas en roseta, son  de romboidales a elípticas, de 3 a 5 cm de largo algo más estrechas. Son de color verde oscuro, con márgenes dentados. El limbo es abullonado, áspero y grueso, tomentoso por ambas caras. El haz presenta los nervios hundidos, con vellosidad  corta, poco densa y de color blanquecino. La vellosidad del envés es más larga y densa, de color marrón. Se estrechan gradualmente en un peciolo alado muy corto, que no se ve, oculto por las hojas más jóvenes.
De mayo a julio aparecen las flores, agrupadas en inflorescencias, de una a cinco en el extremo de pedúnculos axilares. El cáliz está formado por 5 sépalos ligeramente unidos entre ellos por la base. La corola, de entre 2 y 5 cm de diámetro, con simetría actinomorfa, está formada por 5 pétalos, unidos, como los sépalos del cáliz, por su base. Su anchura es variable, desde ejemplares cuyos pétalos se solapan hasta otros cuya anchura es la mitad de su longitud.  Son de color morado, a veces lila o rosado, muy raramente blancas. El anillo basal es siempre blanco.  El androceo consta de 5 estambres soldados por las anteras de color anaranjado. El gineceo tiene 2 carpelos unidos en toda su longitud.
El fruto es una cápsula ovoide con numerosas semillas diminutas, dehiscente en su madurez  a través de una fisura central. 
Tiene numerosas raíces, de color casi negro, muy numerosas y finas, que la ayudan a sujetarse aunque el sustrato esté formado por una capa superficial de tierra o musgos.     
Presenta la capacidad, inusual en plantas vasculares, de sobrevivir a su total desecación, a la vuelta de las lluvias, gracias a un mecanismo bioquímico que permite la transformación de un azúcar especial, la rafinosa, en sacarosa, lo que evita la muerte celular.

## Taxonomía
Ramonda myconi fue descrita por (L.) Rchb. y publicado en Journal of Botany, British and Foreign 21(6): 167. 1883.
Etimología
Ramonda: nombre genérico que fue otorgado en honor al botánico francés Louis-Francois Èlisabeth Ramond de Carbonnières.
Sinonimia
- Chaixia myconi  (L.) Lapeyr.
- Lobirota pyrenaica (Pers.) Dulac
- Myconia borraginea Lapeyr.
- Ramonda pyrenaica var. lazaroi Rivas Mateos.
- Ramonda pyrenaica Pers.
- Verbascum myconi L.[5]
- Ramonda chloropoda Jord.
- Ramonda crenulata Jord.
- Ramonda floribunda Jord.
- Ramonda lobulosa Jord.
- Ramonda micoi Pau
- Ramonda scapiflora J.St.-Hil.[6]

## Nombres comunes
Curalotodo de secano, hierba cerruda, hierba de la tos, hierba peluda, hierba tosera, oreja de oso, orella d'onso, violeta basta, yerba de la tos, yerba peluda, yerba tosera.